# Maria-orden
Maria-orden är ett norskt ordenssällskap. Orden instiftades den 27 september 1916 i Oslo av Dagny Kristensen. Maria-orden bygger på en kristet etisk grund och har till syfte att främja självkännedomen hos sina medlemmar och att stötta dem i deras personliga utveckling. Maria-orden är endast öppen för kvinnor. Ordens motto är Gnoti seavton (gr: Känn dig själv). 1 januari 2015 hade orden ca 7 500 medlemmar, enligt ordens webbplats.

## Grader
Medlemmarna, vilka kallar varandra systrar, vandrar med tiden genom sju grader, vilken alla har sin egen ritual. Det ritualbunda arbetet är totalt hemligt för utomstående.
Ordens grader är:
- 1. Passivgrad
- 2. Aktivgrad
- 3. Övergrad
- 4. Ordensgrad
- 5. Ljusets första grad
- 6. Ljusets andra grad
- 7. Ljusets tredje grad[källa behövs]

## Organisation
Maria-orden leds av Ordenens Øverste styre i vilka ingår en Ordenspresident, en Ordenssekreterare och en Ordenskassör. Ordenspresident är sedan 2020 Elin Anne Röd. I november 2018 bestod Maria-orden av 66 loger fördelade på 41 i Norge, 17 i Sverige, sju i Danmark, två i Tyskland och en på Island. Totala antalet medlemmar är cirka 7500 (januari 2015). Varje loge i Sverige och Finland leds av en president som lyder under den svenska Provinsialpresidenten. Logerna i Danmark och Tyskland saknar provinsialpresident eftersom man lyder direkt under ordensledningen i Norge.

### Norge
Ordens huvudkontor ligger i Oslo.

#### Loger i Norge
| - Nr 1 a.R. (Rosen), Oslo. Instiftad 25 januari 1917. - Nr 2 a.L. (Liljen), Bergen. Instiftad 4 april 1922. - Nr 3 a.K. (Konvallen), Stavanger. Instiftad 6 september 1924. - Nr 4 a.S. (Sneklokken), Oslo. Instiftad 6 januari 1927. - Nr 5 a.P. (Pyrola), Trondheim. Instiftad 8 juni 1927. - Nr 6 a.H. (Hvitveisen), Haugesund. Instiftad 29 september 1928. - Nr 7 a.M. (Margueritten), Drammen. Instiftad 1 mars 1931. - Nr 8 a.Sk. (Skogstjernen), Moss. Instiftad 14 september 1958. - Nr 9 a.A. (Anemonen), Oslo. Instiftad 22 januari 1962. - Nr 10 a.L. (Linnea), Skien. Instiftad 25 februari 1962. - Nr 11 a.V. (Vannliljen), Arendal. Instiftad 14 oktober 1962. - Nr 12 a.R. (Reinrosen), Lillehammer. Instiftad 30 maj 1964. - Nr 13 a.T. (Tusenfryd), Notodden. Instiftad 6 februari 1966. - Nr 14 a.J. (Jasmin), Kristiansand. Instiftad 20 november 1966. - Nr 15 a.E. (Edelveis), Kristiansund. Instiftad 29 oktober 1967. - Nr 16 a.H. (Hvitklöver), Tønsberg. Instiftad 10 november 1968. - Nr 17 a.M. (Myrull), Hamar. Instiftad 12 oktober 1969. - Nr 18 a.F. (Fresia), Ålesund. Instiftad 28 april 1974. - Nr 19 a.N. (Nyperosen), Molde. Instiftad 29 september 1974. - Nr 20 a.P. (Pinseliljen), Fredrikstad. Instiftad 14 december 1975. - Nr 21 a.I. (Issoleien), Tromsø. Instiftad 6 juni 1976. | - Nr 22 a.S. (Syrin), Gjøvik. Instiftad 4 juni 1978. - Nr 23 a.J. (Jåblom), Narvik. Instiftad 18 mars 1979. - Nr 24 a.F. (Fjeldpryd), Bodø. Instiftad 8 juni 1980. - Nr 25 a.K. (Krokus), Larvik. Instiftad 6 september 1981. - Nr 26 a.B. (Bergfrue), Svolvær. Instiftad 23 maj 1982. - Nr 27 a.V. (Valmuen), Alta. Instiftad 11 juni 1983. - Nr 28 a.K. (Klosterklokken), Mo i Rana. Instiftad 4 september 1983. - Nr 29 a.M. (Moselyng), Harstad. Instiftad 8 april 1984. - Nr 30 a.T. (Tulipanen), Oslo. Instiftad 12 maj 1984. - Nr 31 a.M. (Mariklokken), Oslo. Instiftad 18 augusti 1984. - Nr 32 a.N. (Nattfiol), Sandefjord. Instiftad 15 april 1989. - Nr 33 a.M. (Maiblom), Kongsvinger. Instiftad 26 oktober 1991. - Nr 34 a.M. (Magnolia), Ski. Instiftad 29 april 2000. - Nr 35 a.M. (Multeblomsten), Sortland. Instiftad 29 maj 2004. - Nr 36 a.E. (Epleblomsten), Hønefoss. Instiftad 12 november 2004. - Nr 37 a.P. (Pion), Horten. Instiftad 10 september 2005. - Nr 38 a.S. (Skogsfruen), Sarpsborg. Instiftad 20 maj 2006. - Nr 39 a.S. (Stjernesildre), Røros. Instiftad 31 maj 2008. - Nr 40 a.M. (Myrkongle), Elverum. Instiftad 10 april 2010. - Nr 41 a.F. (Namnet okänt), Mosjøen. Instiftad 29 april 2017. - Nr 42 a.K. (Krysantemum), Voss. Planeras instiftas 20 oktober 2019. |

### Sverige och Finland
Svensk provinsialpresident är sedan 2015 Ann Letorp. Under den svenska provinsialorden lyder även Marialogen i Mariehamn och Marialogen i Raseborg, Finland. 

#### Loger i Sverige
| - Nr 1 a.D. (Duvkullan), Karlstad. Instiftad 23 mars 1980. - Nr 2 a.V. (Vitsippan), Örebro. Instiftad 21 oktober 1984. - Nr 3 a.P. (Prästkragen), Malmö. Instiftad 1 juni 1985. - Nr 4 a.L. (Liljekonvaljen), Kalmar. Instiftad 9 november 1985. - Nr 5 a.M. (Mandelblomman), Falun. Instiftad 6 maj 1989. - Nr 7 a.K. (Kungsängsliljan), Uppsala. Instiftad 4 november 1989. - Nr 8 a.N. (Näckrosen), Eskilstuna. Instiftad 19 november 1994. - Nr 9 a.S. (Slåtterblomman), Sundsvall. Instiftad 30 september 1995. | - Nr 10 a.S. (Snödroppen), Stockholm. Instiftad 11 maj 1996. - Nr 11 a.M. (Mariaklockan), Kristianstad. Instiftad 10 maj 1997. - Nr 12 a.T. (Tulpanen), Växjö). Instiftad 10 oktober 1998. - Nr 13 a.Hj. (Hjortronblomman), Piteå. Instiftad 16 oktober 2004. - Nr 14 a.K (Körbärsblomma), Skövde. Instiftad 17 september 2007. - Nr 15 a.A. (Amaryllis), Göteborg, instiftad 14 november 2008. - Nr 16 a.S. (Smultronblomman) Härnösand, instiftad 1 juni 2013. - Nr 17 a.S. (Stjärnmagnolia) Karlskrona, instiftad 28 augusti 2021 - Nr 18 a.L. (Löjtnantshjärtat) Linköping, instiftad 20 augusti 2021. |

#### Loger i Finland
| - Nr 1 a.R. (Rosen), Mariehamn. Instiftad 16 september 1989. (Tidigare Nr 6 a.R. i Sverige) - Nr 2 a.M. (Madonnaliljen), Raseborg. Instiftad 10 september 2011. |

### Danmark
Logerna i Danmark lyder direkt under ordensledningen i Norge.

#### Loger i Danmark
| - Nr 1 a.A. (Anemonen), Аarhus. Instiftad 7 maj 1988. - Nr 2 a.S. (Skovstjernen), Nykøbing Mors. Instiftad 28 maj 1994. - Nr 3 a.R. (Rosen), Herning. Instiftad 6 september 1997. - Nr 4 a.Aa. (Aakanden), Randers. Instiftad 30 september 2000. | - Nr 5 a.L. (Liljekonvallen), Aabenraa. Instiftad 19 september 2009. - Nr 6 a.M. (Margueritten), Aalborg. Instiftad 5 mars 2011. - Nr 7 a.O. (Orchidee), Roskilde. Instiftad 25 augusti 2018 |

### Tyskland
Logerna i Tyskland lyder direkt under ordensledningen i Norge.

#### Loger i Tyskland
- Nr 1 z.R. (Rosen), Bremen. Instiftad 5 oktober 1996.
- Nr. 2 z. M. (Margerite), Husum Instiftad 2 maj 2009.
- Nr. 3 z. H. (Hortensie), Kiel Instiftad 31 augusti  2019

### Island
Logen på Island lyder direkt under ordensledningen i Norge.

#### Loge på Island
- Nr. 1 a. F. (Fifan), Reykjavik. Instiftad 30 augusti 2008.